# Apsopelix
Apsopelix es un género de peces de la familia Crossognathidae.

## Clasificación
El género Apsopelix cuenta con una historia taxonómica confusa, ya que varios géneros se han agrupado en él a lo largo del tiempo. Los fósiles del género encontrados en nuevas ubicaciones o preservados de forma inusual recibían nombres genéricos distintos, y el espécimen holotipo se atribuía erróneamente a una especie de Calamopleurus. El género también se ha asignado a una variedad de grupos de teleósteos, como Mugilidae, Clupeidae, Elopoidei, Clupeomorpha, Osteoglossomorpha, Percesoces, Crossognathidae, Syllaemidae, Pelycorapidae y Apsopelicidae.

## Descripción
Apsopelix era un pequeño teleósteo, que alcanzaba longitudes de 23 a 27 cm (9 a 10 pulgadas), sin embargo, existen ejemplares de hasta 50 cm. Los fósiles poseen branquiespinas largas, que son indicativas de un estilo de vida micrófago, y la evidencia de un intestino largo junto con un cuerpo robusto muestra que Apsopelix probablemente se alimentaba de plancton. Además presentaba númerosos tipos de escudos óseos sobre la base de las aletas.